# 체코령 실레시아

체코령 실레시아의 기

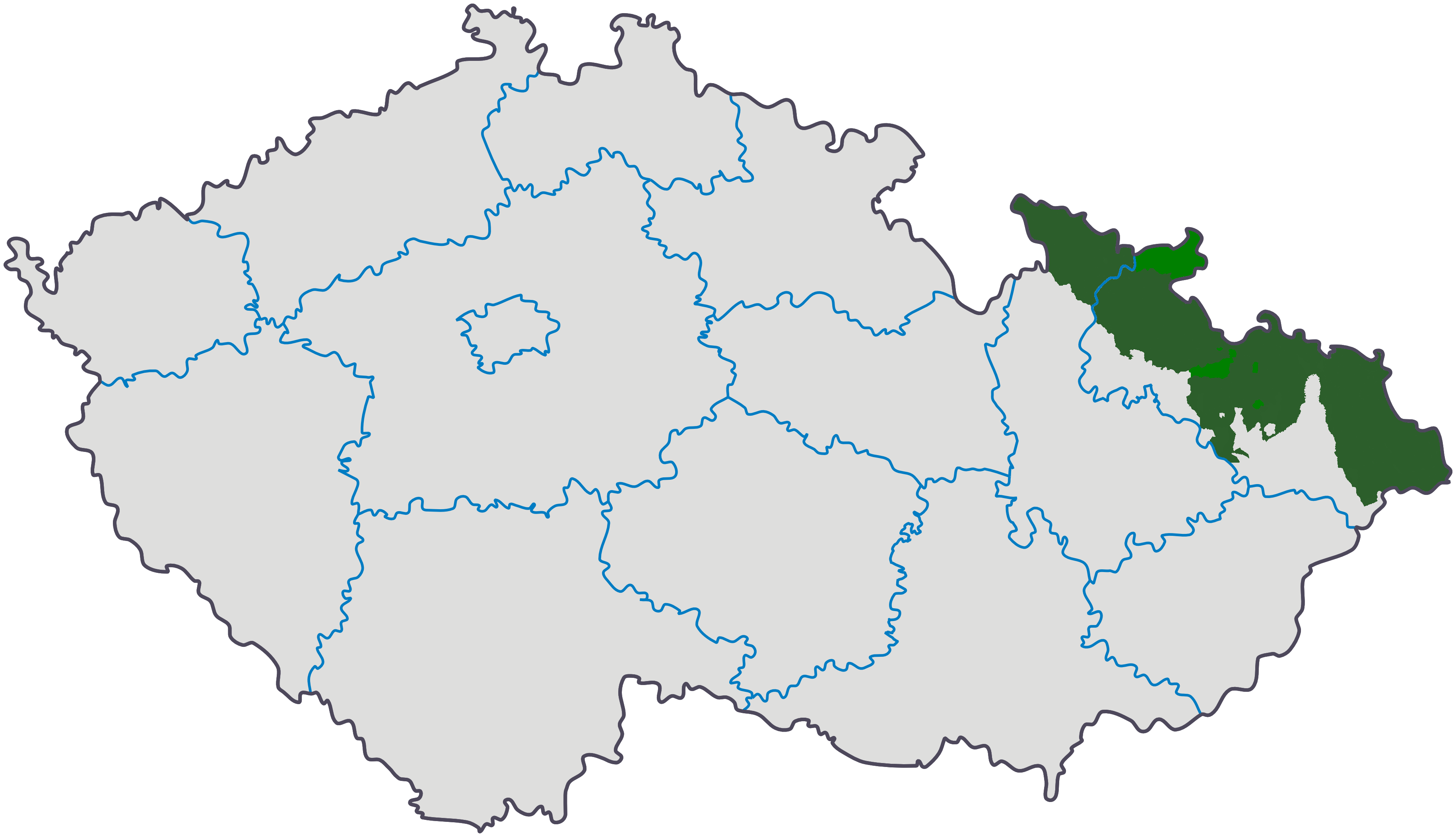
체코령 실레시아의 위치

체코령 실레시아의 문장

체코령 실레시아(체코어: České Slezsko 체스케 슬레스코[*], 독일어: Tschechisch-Schlesien 체히슈슐레지엔[*], 폴란드어: Śląsk Czeski 실롱스크 체스키[*])는 체코의 역사적 지역 가운데 하나로 체코 북동부에 위치하며 체코가 관할하는 실레시아 지역을 가리킨다. 행정 구역상으로는 모라바슬레스코 주에 속하며 흔히 모라바 실레시아(체코어: Moravské Slezsko 모라프스케 슬레스코[*])라고 부르기도 한다. 나치 독일이 주데텐란트와 체코를 차례로 합병했던 1938년부터 1945년까지는 주데텐란트에서 이름을 딴 주데텐 실레지아라고 부르기도 했다.
남쪽으로는 모라비아 지방, 북쪽으로는 폴란드, 남동쪽으로는 슬로바키아와 접한다. 수데티산맥(주데텐산맥)에 위치하며 동쪽으로는 카르파티아산맥이 지나간다. 1742년 오스트리아 왕위 계승 전쟁 이후부터 오스트리아 제국의 지배를 받았으며 1918년 이전까지는 오스트리아령 실레시아라고 부르기도 했다. 제1차 세계 대전 이후 체코슬로바키아가 독립하면서 1920년 실레시아 서반부가 체코슬로바키아 영토에 편입되었다. 그러나 1938년 뮌헨 협정에 따라 체코령 실레시아 대부분이 나치 독일의 영토에 편입되었다. 제2차 세계 대전 이후에 체코슬로바키아에 반환되었고 독일계 주민들은 동독이나 오스트리아로 추방되었다.